# Johann Adolf Breuer
Johann Adolf Breuer (* 21. Februar 1831 in Stammeler Burg; † 1. Dezember 1906 in Mönchhof) war Gutsbesitzer und Mitglied des Deutschen Reichstags.

## Leben
Breuer besuchte die höhere Bürgerschule in Köln und war zwei Jahre in Belgien. Er war vom 17. Lebensjahr an Landwirt und zugleich sieben Jahre Direktor der Aktien-Zuckerfabrik Bedburg. Weiter war er von 1894 bis 1906 Mitglied des Provinziallandtages der Rheinprovinz und Mitglied des Kreisausschusses des Kreises Bergheim.
Ab 1897 war er Mitglied des Preußischen Abgeordnetenhauses für den Wahlkreis Köln 2 (Köln – Bergheim – Euskirchen). und ab 1897 auch Mitglied des Deutschen Reichstags für den Wahlkreis Köln 3 (Bergheim (Erft), Euskirchen) und die Deutsche Zentrumspartei.
Beide Mandate endeten mit seinem Tode.